# Južni Kočarnik
Južni Kočarnik (izvirno srbsko Јужни Кочарник) je naselje v Srbiji, ki upravno spada pod Občino Tutin; slednja pa je del Raškega upravnega okraja.

## Demografija
V naselju živi 30 polnoletnih prebivalcev, pri čemer je njihova povprečna starost 44,8 let (47,2 pri moških in 42,7 pri ženskah). Naselje ima 13 gospodinjstev, pri čemer je povprečno število članov na gospodinjstvo 3,15.
To naselje je, glede na rezultate popisa iz leta 2002, večinoma srbsko, a v času zadnjih treh popisov je opazno zmanjšanje števila prebivalcev.
|  |

| Demografija | Demografija     | Demografija     |
| Leto        | Št. prebivalcev | Št. prebivalcev |
| ----------- | --------------- | --------------- |
|             |                 |                 |
|             |                 |                 |
|             |                 |                 |
|             |                 |                 |
| 1948        | 112             |                 |
| 1953        | 137             |                 |
| 1961        | 134             |                 |
| 1971        | 96              |                 |
| 1981        | 67              |                 |
| 1991        | 43              | 43              |
| 2002        | 42              | 41              |
|             |                 |                 |

| Etnična sestava po popisu iz leta 2002 | Etnična sestava po popisu iz leta 2002 | Etnična sestava po popisu iz leta 2002 | Etnična sestava po popisu iz leta 2002 | Etnična sestava po popisu iz leta 2002 |
| -------------------------------------- | -------------------------------------- | -------------------------------------- | -------------------------------------- | -------------------------------------- |
| Srbi                                   | Srbi                                   |                                        | 36                                     | 87,80%                                 |
| Muslimani                              | Muslimani                              |                                        | 5                                      | 12,19%                                 |
| Neznano                                | Neznano                                |                                        | 0                                      | 0,0%                                   |